# ニルギリタール
ニルギリタール（Hemitragus hylocrius）は、ウシ科タール属に分類される偶蹄類。

## 分布
インド南部固有種

## 形態
体長150-175センチメートル。肩高95-106センチメートル。体重100キログラム。胴体背面の毛衣は暗黄褐色で、背面の正中線上に沿って暗色の縦縞が入る。また背に鞍状に灰褐色や汚白色の斑紋が入る個体もいる。腹面の毛衣は白い。
最大角長44.5センチメートル。角の断面は台形。角の表面には不規則に横皺が入り、角の外側には稜線状の隆起（稜）がある。
オスの成獣は頸部や肩の体毛がやや伸長する。オスの老齢個体は顔の毛衣が黒、胴体背面の毛衣が暗褐色になる。乳頭の数は2個。

## 生態
標高1,200-2,600メートルにある高木が点在する草原と断崖に生息する。薄明薄暮性。6-104頭からなる群れ（主に20-50頭）を形成して生活する。休息時には1-2頭のメスが見張りを行う。
食性は植物食で、主に草を食べるが木の葉も食べる。
繁殖形態は胎生。周年繁殖し、妊娠期間は6-7か月。1回に1頭（まれに2頭）の幼獣を産む。メスは生後19か月で性成熟する。寿命は16-18年。

## 人間との関係
肉が薬用になると信じられている。
開発による生息地の破壊、薬用の乱獲などにより生息数は減少している。1997年における生息数は2,000-2,500頭と推定されている。